# Carnival of Carnage
Carnival Of Carnage — дебютный студийный альбом американской хорроркор-группы Insane Clown Posse, вышедший в 1992 году. Также этот альбом известен как первая Джокер Карта.

## Об альбоме
Группа начала записывать его с продюсером Чаком Миллером на студии Miller Midi Productions. За всего три песни («Red Neck Hoe», «Psychopathic», «Your Rebel Flag» и часть «Night of the Axe») Миллер взял с группы 6000 долларов, и менеджер ICP Алекс Аббисс решает поискать другого продюсера. Им становится небезызвестный в Детройте Майк Кларк. С ним они дописывают альбом в студии The Tempermill Studio, и в дальнейшем он будет принимать участие практически в каждом альбоме группы. Кларк сводит свою часть альбома на студии Rythmatic Studio. На альбом были приглашены местные рэперы, Esham и Kid Rock.
За несколько недель до релиза альбома группу покидает Джон Кикджазз, объясняя это тем, что у него не хватает времени на личную жизнь. Когда Джо и Джоуи организовали собрание по этому поводу, он не явился. Джона можно услышать в песнях «Your Rebel Flag», «Psychopathic», «Blacken' Your Eyes», «Wizard of the Hood», «Red Neck Hoe» и «Taste».
Песня «Carnival of Carnage» была изначально записана Ишамом на Hells Doors Studio. На оригинальной версии он произносил слово «carnicks» вместо «carnage», и, когда его попросили перезаписать правильно, он отказался это делать. В итоге это записал Джей поверх прокрученного задом наперёд оригинала. Также Awesome Dre должен был записать свой куплет в песне «Taste», но пока ICP ждали его прибытия в студию, Ишам предложил записать себя вместо Dre за те же самые деньги. Ишаму заплатили за участие 500 долларов. Кид Року заплатили за «Is That You?» на сто долларов больше. Он пришёл на запись пьяным, но перезаписал всё на следующий день и прописал скретчинг.
Carnival Of Carnage вышел 18 октября 1992 года на собственном лейбле Psychopathic Records и продавался в Детройте и его окрестностях. Альбом не обрёл особой популярности, даже несмотря на участие в нём приглашённых местных звёзд. В день релиза было продано всего 17 копий. Позже, в 1993 году, он был переиздан с изменённым трек-листом (несколько треков были убраны).

## Список композиций
| №                   | Название              | Автор(ы)                                                               | Длительность |
| ------------------- | --------------------- | ---------------------------------------------------------------------- | ------------ |
| 1.                  | «Intro»               |                                                                        | 1:20         |
| 2.                  | «Carnival Of Carnage» | Violent J и Esham                                                      | 2:33         |
| 3.                  | «The Juggla»          | Violent J                                                              | 4:55         |
| 4.                  | «First Day Out»       | Violent J и Shaggy 2 Dope                                              | 4:21         |
| 5.                  | «Red Neck Hoe»        | Violent J и Shaggy 2 Dope                                              | 4:50         |
| 6.                  | «Wizard Of The Hood»  | Violent J и Shaggy 2 Dope                                              | 5:24         |
| 7.                  | «Guts On The Ceiling» | Violent J                                                              | 4:25         |
| 8.                  | «Is That You?»        | Violent J                                                              | 4:34         |
| 9.                  | «Night Of The Axe»    | Violent J                                                              | 5:00         |
| 10.                 | «Psychopathic»        | Violent J                                                              | 4:43         |
| 11.                 | «Blackin' Your Eyes»  | Violent J и Shaggy 2 Dope                                              | 4:40         |
| 12.                 | «Never Had It Made»   | Violent J                                                              | 5:45         |
| 13.                 | «Your Rebel Flag»     | Violent J и Shaggy 2 Dope                                              | 4:24         |
| 14.                 | «Ghetto Freak Show»   | Violent J                                                              | 4:14         |
| 15.                 | «Taste»               | Violent J, Shaggy 2 Dope, Jumpsteady, Натан Уильямс, Capitol E и Esham | 5:09         |
| Общая длительность: | Общая длительность:   | Общая длительность:                                                    | 66:17        |